# 41 км (зупинний пункт, Донецька дирекція Донецької залізниці)
41 кіломе́тр (також 18 км) — пасажирська зупинна залізнична платформа Донецької дирекції Донецької залізниці. Розташована на західній околиці м. Моспине, Пролетарський район Донецька, Донецької області на лінії Ларине — Іловайськ між станціями Менчугове (4 км) та Моспине (4 км).
Через військову агресію Росії на сході України транспортне сполучення припинене, водночас Яндекс.Розклади вказує на наявність пасажирських перевезень.